# Самойлов, Виктор Иванович
Виктор Иванович Самойлов (род. 3 мая 1948, Сочи) — советский военный деятель, генерал-лейтенант (1991), кандидат технических наук и доктор социологических наук. Заместитель начальника Главного управления кадров ОВС СНГ. Член Совета по внешней оборонной политике и Международной академии информатизации.

## Биография
Родился в семье военного инженера и врача. Учился в школе № 75 в родном городе. В 1972 окончил Тульский политехнический институт по специальности инженер-электромеханик, член ВЛКСМ и КПСС. С 1973 года в вооружённых силах СССР, был преподавателем Тульского артиллерийского училища. С 1983 года служба на различных должностях в Главном управлении кадров МО СССР. В 1990—1991 годах начальник управления в Государственном комитете РСФСР по обороне и безопасности. В 1991—1992 годах заместитель начальника Главного управления кадров МО СССР/РФ. В 1992—1993 годах советник первого заместителя председателя правительства РФ. В 1993 году окончил Гуманитарную академию ВС РФ по специальности юрист-правовед. В 1993—1994 годах первый генеральный директор государственной компании по экспорту и импорту вооружений и военной техники «Росвооружение». С 1994 по 2008 год генеральный директор АО «Автопромимпорт». С 2008 года президент Центра исследований, анализа и прогнозирования, ведущий научный сотрудник ИСПИ РАН. Женат вторым браком, есть три дочери. Владеет английским языком, увлекается живописью (имеет авторские работы), философией, историей.